# Beiträge zur Rechtsgeschichte des 20. Jahrhunderts
Beiträge zur Rechtsgeschichte des 20. Jahrhunderts (BtrRG) ist der Titel einer rechtshistorischen Schriftenreihe, die im Verlag Mohr Siebeck herausgegeben wird.

## Geschichte und Inhalt
Die Schriftenreihe wurde im Jahr 1988 ins Leben berufen. Zunächst standen Arbeiten zur Zeit des Nationalsozialismus und zum Recht der Nachkriegszeit im Vordergrund. Inzwischen werden Arbeiten zur Geschichte des Zivil-, Straf-, öffentlichen und Sozialrechts sowie zur Wissenschafts- und Justizgeschichte angenommen.
Als Herausgeber fungieren Stand Juni 2024 Hans-Peter Haferkamp, Joachim Rückert, Christoph Schönberger und Jan Thiessen.

## Bände
| Band | Titel | Autor                                                                          | Jahr |
| ---- | --- | ------------------------------------------------------------------------------ | ---- |
| 1    | Zwischen den Mühlsteinen: Eine Privatrechtsgeschichte der Weimarer Republik | Knut Wolfgang Nörr                                                             | 1988 |
| 2    | Rechtsgeschichte im Nationalsozialismus: Beiträge zur Geschichte einer Disziplin [Tagung auf Schloß Ringberg (31. 8. – 5. 9. 1987)]                                                                                              | Hrsg.: Michael Stolleis                                                        | 1989 |
| 3    | Einheitliches Arbeitsrecht in der Weimarer Republik: Bemühungen um ein deutsches Arbeitsgesetzbuch | Thomas Bohle                                                                   | 1990 |
| 4    | Das Reichsverwaltungsgericht: ein Beitrag zur Entwicklung der Verwaltungsgerichtsbarkeit in Deutschland | Wolfgang Kohl                                                                  | 1991 |
| 5    | Arbeitsvermittlung und Arbeitslosenversorgung in der neueren deutschen Rechtsgeschichte | Hans-Peter Benöhr                                                              | 1991 |
| 6    | Weimar – die wehrlose Republik? Verfassungsschutzrecht und Verfassungsschutz in der Weimarer Republik | Christoph Gusy                                                                 | 1991 |
| 7    | Die Aufhebung von nationalsozialistischen Gesetzen durch den Alliierten Kontrollrat (1945–1948) | Matthias Etzel                                                                 | 1992 |
| 8    | Die Rechtsprobleme der Nürnberger Prozesse: dargestellt am Verfahren gegen Friedrich Flick | Susanne Jung                                                                   | 1992 |
| 9    | Recht und Konzern: Interdependenzen der Rechts- und Unternehmensentwicklung in Deutschland und den USA zwischen 1870 und 1933 | Gerald Spindler                                                                | 1993 |
| 10   | Die Lehre vom faktischen Vertragsverhältnis: Entstehung, Rezeption und Niedergang | Peter Lambrecht                                                                | 1994 |
| 11   | Die Leiden des Privatrechts: Kartelle in Deutschland von der Holzstoffkartellentscheidung zum Gesetz gegen Wettbewerbsbeschränkungen                                                                                             | Knut Wolfgang Nörr                                                             | 1994 |
| 12   | Die deutsche Rechtsgeschichte in der NS-Zeit: ihre Vorgeschichte und ihre Nachwirkungen [Tagung auf Schloß Ringberg vom 2. bis 5. September 1991]                                                                                | Hrsg.: Joachim Rückert, Dietmar Willoweit                                      | 1995 |
| 13   | Plebiszit und Diktatur: die Volksabstimmungen der Nationalsozialisten. Die Fälle "Austritt aus dem Völkerbund" (1933), "Staatsoberhaupt" (1934) und "Anschluß Österreichs" (1938)                                                | Otmar Jung                                                                     | 1995 |
| 14   | Der Fall des Erzberger-Mörders Heinrich Tillessen: ein Beitrag zur Justizgeschichte nach 1945 | Cord Gebhardt                                                                  | 1995 |
| 15   | Von der wohlwollenden Despotie zur Herrschaft des Rechts: Entwicklungsstufen der amerikanischen Besatzung Deutschlands 1944–1949                                                                                                 | Dieter Waibel                                                                  | 1996 |
| 16   | Der Staatsgerichtshof zum Schutze der Republik | Ingo J. Hueck                                                                  | 1996 |
| 17   | Das "Unternehmen an sich": die Entwicklung eines Begriffes in der Aktienrechtsdiskussion des 20. Jahrhunderts | Arndt Riechers                                                                 | 1996 |
| 18   | Die Verwaltungsgerichtsbarkeit in Thüringen 1945–1952: ein Kampf um den Rechtsstaat | Thomas Heil                                                                    | 1996 |
| 19   | Die Entstehungsgeschichte des Konzernrechts im Aktiengesetz von 1965 | Hein U. Dettling                                                               | 1997 |
| 20   | Die Anfechtung der Rassenmischehe in den Jahren 1933–1939: die Entwicklung der Rechtsprechung im Dritten Reich: Anpassung und Selbstbehauptung der Gerichte                                                                      | Marius Hetzel                                                                  | 1997 |
| 21   | Vom alten zum neuen Privatrecht: das Konzept der normgestützten Kollektivierung in den zivilrechtlichen Arbeiten Heinrich Langes (1900–1977)                                                                                     | Wilhelm Wolf                                                                   | 1998 |
| 22   | Totalitärer Pluralismus: zu Franz L. Neumanns Analysen der politischen und rechtlichen Struktur der NS-Herrschaft | Jürgen Bast                                                                    | 1999 |
| 23   | Juristische Lehre und Forschung an der Reichsuniversität Straßburg 1941–1944 | Herwig Schäfer                                                                 | 1999 |
| 24   | "Schritte auf einer abschüssigen Bahn": das Archiv des öffentlichen Rechts (AöR) und die deutsche Staatsrechtswissenschaft im Dritten Reich                                                                                      | Lothar Becker                                                                  | 1999 |
| 25   | Die Republik der Wirtschaft/1: Von der Besatzungszeit bis zur Großen Koalition | Knut Wolfgang Nörr                                                             | 1999 |
| 26   | Der nackte Geist: die Juristische Fakultät der Berliner Universität im Umbruch von 1933 | Anna Maria von Lösch                                                           | 1999 |
| 27   | Georg Jellinek: Beiträge zu Leben und Werk | Hrsg.: Stanley L. Paulson, Martin Schulte                                      | 2000 |
| 28   | Georg Jellinek und die klassische Staatslehre | Jens Kersten                                                                   | 2000 |
| 29   | Juristische Methode als Lebensaufgabe: Leben, Werk und Wirkungsgeschichte Philipp Hecks | Heinrich Schoppmeyer                                                           | 2001 |
| 30   | Exotische Verfassung: die Kompetenzen des Reichstags für die deutschen Kolonien in Gesetzgebung und Staatsrechtswissenschaft des Kaiserreichs (1884–1914)                                                                        | Marc Grohmann                                                                  | 2001 |
| 31   | "Kein Recht zur Einmischung"? Die politische und völkerrechtliche Reaktion Großbritanniens auf Hitlers "Machtergreifung" und die einsetzende Judenverfolgung                                                                     | Philipp Mohr                                                                   | 2002 |
| 32   | Auf der Suche nach den Grenzen vertraglicher Leistungspflichten: die Rechtsprechung des Reichsgerichts 1914–1923 | Jochen Emmert                                                                  | 2001 |
| 33   | Die juristische Aufarbeitung von NS-Verbrechen | Kerstin Freudiger                                                              | 2002 |
| 34   | Das BGB als Durchgangspunkt: Privatrechtsmethode und Privatrechtsleitbilder bei Heinrich Lehmann (1876–1963) | André Depping                                                                  | 2002 |
| 35   | Staat und Namensänderung: die öffentlich-rechtliche Namensänderung in Deutschland im 19. und 20. Jahrhundert | Michael Wagner-Kern                                                            | 2002 |
| 36   | Sozialrecht als wissenschaftliche Disziplin: die Anfänge 1918–1933 | Ivana Mikešić                                                                  | 2002 |
| 37   | Die Errichtung des westdeutschen Zentralbanksystems mit der Bank deutscher Länder | Joachim Distel                                                                 | 2003 |
| 38   | Die Diätenfrage | Nikolaus Urban                                                                 | 2003 |
| 39   | Rechtsstaatsbegriffe im Dritten Reich: eine Strukturanalyse | Christian Hilger                                                               | 2003 |
| 40   | Preuße, Protestant, Pragmatiker: der Staatssekretär Walter Strauß und sein Staat | Friedemann Utz                                                                 | 2003 |
| 41   | Die Entstehung des Preußischen Polizeiverwaltungsgesetzes von 1931: ein Beitrag zur Geschichte des Polizeirechts in der Weimarer Republik                                                                                        | Stefan Naas                                                                    | 2003 |
| 42   | Das Bewahrungsgesetz (1918–1967). Eine rechtshistorische Studie zur Geschichte der deutschen Fürsorge | Matthias Willing                                                               | 2003 |
| 43   | Antitrust auf deutsch. Der Einfluß der amerikanischen Alliierten auf das Gesetz gegen Wettbewerbsbeschränkungen (GWB) nach 1945                                                                                                  | Lisa Murach-Brand                                                              | 2004 |
| 44   | Die Flucht in die Grenzenlosigkeit. Justus Wilhelm Hedemann (1878–1963) | Christine Wegerich                                                             | 2004 |
| 45   | Die Scheinehe in Deutschland im 19. und 20. Jahrhundert | Jens Eisfeld                                                                   | 2005 |
| 46   | Soziales Recht oder kollektive Privatautonomie? Hugo Sinzheimer im Kontext nach 1900 | Sandro Blanke                                                                  | 2005 |
| 47   | Kündigungsschutz ohne Prinzip. Der Weimarer Entwurf eines Arbeitsvertragsgesetzes und seine Bezüge zum heutigen Recht | Christian Kaiser                                                               | 2005 |
| 48   | Der Polizeibegriff im NS-Staat. Polizeirecht, juristische Publizistik und Judikative 1931–1944 | Andreas Schwegel                                                               | 2005 |
| 49   | Eigentumsrecht in Nationalsozialismus und Fascismo | Thorsten Keiser                                                                | 2005 |
| 50   | Die Verkehrssitte im § 242 BGB: Konzeption und Anwendung seit 1900 | Nadia Al-Shamari                                                               | 2006 |
| 51   | Die Verfassung als „Allgemeiner Teil“. Privatrechtsmethode und Privatrechtskonzeption bei Hans Carl Nipperdey (1895–1968) | Thorsten Hollstein                                                             | 2007 |
| 52   | Nach der Stunde Null. Prinzipiendiskussionen im Privatrecht nach 1945 | Ilka Kauhausen                                                                 | 2007 |
| 53   | Die Republik der Wirtschaft, Teil II: Von der sozial-liberalen Koalition bis zur Wiedervereinigung | Knut Wolfgang Nörr                                                             | 2007 |
| 54   | Rechtsberatung. Das Rechtsberatungswesen von 1919–1945 und die Entstehung des Rechtsberatungsmissbrauchsgesetzes von 1935 | Simone Rücker                                                                  | 2007 |
| 55   | Hermann Weinkauff (1894–1981): der erste Präsident des Bundesgerichtshofs | Daniel Herbe                                                                   | 2008 |
| 56   | Das "Gemeinschaftslager Hanns Kerrl" für Referendare in Jüterbog 1933–1939 | Folker Schmerbach                                                              | 2008 |
| 57   | Von der Eigenkirche zum Volkseigenen Betrieb: Erwin Jacobi (1884–1965): Arbeits-, Staats- und Kirchenrecht zwischen Kaiserreich und DDR                                                                                          | Martin Otto                                                                    | 2008 |
| 58   | Der Provinzialverband der preussischen Provinz Brandenburg 1933–1945: regionale Leistungs- und Lenkungsverwaltung im Nationalsozialismus                                                                                         | Fabian Scheffczyk                                                              | 2008 |
| 59   | "Sozialistische Wohlfahrt": die staatliche Sozialfürsorge in der sowjetischen Besatzungszone und der DDR (1945–1990) | Matthias Willing                                                               | 2008 |
| 60   | Martin Wolff (1872–1953): Ordnung und Klarheit als Rechts- und Lebensprinzip | Thomas Hansen                                                                  | 2009 |
| 61   | „Justizkrise“ und „Justizreform“ im Nationalsozialismus Das Reichsjustizministerium unter Reichsjustizminister Thierack (1942–1945)                                                                                              | Sarah Schädler                                                                 | 2009 |
| 62   | Rechtsetzung im Nationalsozialismus | Bernd Mertens                                                                  | 2009 |
| 63   | Die Entstehung der Verfassung des Landes Hessen von 1946 | Martin Will                                                                    | 2009 |
| 64   | Die Ordnung der Rechtsberatung in Deutschland nach 1945: vom Rechtsberatungsmissbrauchsgesetz zum Rechtsdienstleistungsgesetz | Thomas Weber                                                                   | 2010 |
| 65   | Die Stiftungssatzung | Philip Hahn                                                                    | 2010 |
| 66   | Westdeutsches Polizeirecht unter alliierter Besatzung (1945–1955) | Daniell Bastian                                                                | 2010 |
| 67   | "Stoßtruppfakultät Breslau": Rechtswissenschaft im "Grenzland Schlesien" 1933–1945 | Thomas Ditt                                                                    | 2011 |
| 68   | Ernst Landsberg (1860–1927): ein jüdischer Gelehrter im Kaiserreich | Volker Siebels                                                                 | 2011 |
| 69   | Staat und Recht in Teilung und Einheit | Hrsg.: Julian Krüper, Heiko Sauer                                              | 2011 |
| 70   | Strafjustiz an der Heimatfront: die strafrechtliche Verfolgung von Frauen und Jugendlichen im Oberlandesgerichtsbezirk Köln 1939–1945                                                                                            | Michael Löffelsender                                                           | 2012 |
| 71   | Organisationen im Krieg. Die Justizverwaltung im Oberlandesgerichtsbezirk Köln 1939–1945 | Matthias Herbers                                                               | 2012 |
| 72   | Die Vorgeschichte des Vertrags mit Schutzwirkung zu Gunsten Dritter im Mietrecht | Sylvia Krings                                                                  | 2012 |
| 73   | Recht oder Gesetz. Juristische Identität und Autorität in den Naturrechtsdebatten der Nachkriegszeit | Lena Foljanty                                                                  | 2013 |
| 74   | Kölner Juristen im 20. Jahrhundert | Hrsg.: Steffen Augsberg, Andreas Funke                                         | 2013 |
| 75   | Richter in der nationalsozialistischen Kriegsgesellschaft Beruflicher und privater Alltag von Richtern des Oberlandesgerichtsbezirks Köln, 1939–1945                                                                             | Barbara Manthe                                                                 | 2013 |
| 76   | Oswald Spengler und die Jurisprudenz: die Spenglerrezeption in der Rechtswissenschaft zwischen 1918 und 1945, insbesondere innerhalb der "dynamischen Rechtslehre", der Rechtshistoriographie und der Staatsrechtswissenschaft   | Lutz Martin Keppler                                                            | 2014 |
| 77   | Mareike Preisner, Weimarer Zivilrechtswissenschaft | Martin Löhnig                                                                  | 2014 |
| 78   | Kriegstechniker des Begriffs: biographische Studien zu Carl Schmitt | Reinhard Mehring                                                               | 2014 |
| 79   | Eine liberale Kritik am Notrecht. Zaccaria Giacometti als Protagonist der Schweizer Notrechtsdebatte | Raffael Küffer                                                                 | 2014 |
| 80   | Die Implementation der Grundlagenfächer in der Juristenausbildung nach 1945 | David Sörgel                                                                   | 2014 |
| 81   | Max von Rümelin (1861–1931) und die juristische Methode | Nikolas Haßlinger                                                              | 2014 |
| 82   | Die Verwaltungsgerichtsbarkeit in den Ländern der SBZ/DDR 1945–1952 | Julian Lubini                                                                  | 2015 |
| 83   | Die Richterschaft des Oberlandesgerichts Frankfurt am Main in der Zeit des Nationalsozialismus | Arthur von Gruenewaldt                                                         | 2015 |
| 84   | Rechtsphilosophisches Denken im Osten Europas: Dokumentation und Analyse rechtsphilosophischer Schriften aus Russland, Polen, Ungarn und Tschechien in der ersten Hälfte des 20. Jahrhunderts                                    | Hrsg.: Angelika Nußberger, Caroline von Gall                                   | 2015 |
| 85   | Das NS-Euthanasie-Unrecht vor den Schranken der Justiz: eine strafrechtliche Analyse | Anika Burkhardt                                                                | 2015 |
| 86   | Im Namen des Rechts: der Oberste Gerichtshof für die Britische Zone als Höchstgericht in Zivilsachen zwischen Tradition und Neuordnung                                                                                           | Martin Grieß                                                                   | 2015 |
| 87   | Abschiede vom Unrecht: zur Rechtsgeschichte nach 1945 | Joachim Rückert                                                                | 2015 |
| 88   | Kölner Rechtsanwälte im Nationalsozialismus: eine Berufsgruppe zwischen "Gleichschaltung" und Kriegseinsatz | Michael Löffelsender                                                           | 2015 |
| 89   | Krieg ohne Schaden: Vertragsstreitigkeiten und Haftpflichtprozesse im Kontext von Kriegswirtschaft und Amtshaftungskonjunktur ausgehend von der Rechtsprechung des Landgerichts Bonn während des Zweiten Weltkrieges (1939–1945) | Dominik A. Thompson                                                            | 2015 |
| 90   | Herbert Dorn (1887–1957), Pionier und Wegbereiter im Internationalen Steuerrecht | Christoph Bräunig                                                              | 2016 |
| 91   | Begrenzung des Rechtsgehorsams. Die Debatte um Widerstand und Widerstandsrecht in Westdeutschland 1945–1968 | David Johst                                                                    | 2016 |
| 92   | "Lombroso redivivus?" Biowissenschaften, Kriminologie und Kriminalpolitik von 1876 bis in die Gegenwart | Jonas Menne                                                                    | 2017 |
| 93   | Kriegsfolgenbewältigung in der Rechtsprechung: der Umgang mit kriegsbedingt veränderten Umständen in der Zivilrechtsjudikatur des Landgerichts Bonn nach dem Zweiten Weltkrieg                                                   | Kristina Busam                                                                 | 2017 |
| 94   | Recht und Elektrizität: der juristische Sachbegriff und das Wesen der Elektrizität 1887 bis 1938 | Jan Hövermann                                                                  | 2018 |
| 95   | Der "germanische" Code civil: zur Wahrnehmung des Code civil in den Diskussionen der deutschen Öffentlichkeit | Verena Peters                                                                  | 2018 |
| 96   | Unrecht durch Recht zur Rechtsgeschichte der NS-Zeit | Joachim Rückert                                                                | 2018 |
| 97   | Der Mordparagraf in der NS-Zeit Zusammenhang von Normtextänderung, Tätertypenlehre und Rechtspraxis – und ihr Bezug zu schweizerischen Strafrechtsdebatten                                                                       | Martina Plüss                                                                  | 2018 |
| 98   | Die nationalsozialistische Disziplinaramnestie des Jahres 1933 | Nadja Krüll                                                                    | 2018 |
| 99   | Die junge Rechtsgeschichte. Kategorienwandel in der rechtshistorischen Germanistik der Zwischenkriegszeit | Johannes Liebrecht                                                             | 2018 |
| 100  | Deutsche diktatorische Rechtsgeschichten? Perspektiven auf die Rechtsgeschichte der DDR: Gedächtnissymposium für Rainer Schröder (1947–2016)                                                                                     | Hrsg.: Hans-Peter Haferkamp, Jan Thiessen, Christian Waldhoff, Rainer Schröder | 2018 |
| 101  | Kunst und Verfassung in der DDR: Kunstfreiheit in Recht und Rechtswirklichkeit | Maik Weichert                                                                  | 2018 |
| 102  | Clive M. Schmitthoffs Konzeption eines transnationalen Welthandelsrechts. Ein Beitrag zum Leben und Werk von Clive M. Schmitthoff (1903–1990)                                                                                    | Hendrike Wulfert-Markert                                                       | 2018 |
| 103  | Hans Welzel und der Nationalsozialismus Zur Rolle Hans Welzels in der nationalsozialistischen Strafrechtswissenschaft und zu den Auswirkungen der Schuldtheorie in den NS-Verfahren der Nachkriegszeit                           | Heike Stopp                                                                    | 2018 |
| 104  | Das Reichsjustizprüfungsamt | Martin Würfel                                                                  | 2019 |
| 105  | Ghettorenten: eine rechtsmethodische und -historische Untersuchung zum Umgang mit nationalsozialistischem Unrecht in der Sozialversicherung                                                                                      | Marc Reuter                                                                    | 2019 |
| 106  | The Conceptual Change of Conscience: Franz Wieacker and German Legal Historiography 1933–1968 | Ville Erkkilä                                                                  | 2019 |
| 107  | Gleichberechtigung in erster Instanz. Deutsche Scheidungsurteile der 1950er Jahre im Ost-/West-Vergleich | Raphaela Etzold                                                                | 2019 |
| 108  | Preußen zwischen Hegemonie und „Preußenschlag“. Hugo Preuß in der staatsrechtlichen Föderalismusdebatte | Almut Neumann                                                                  | 2019 |
| 109  | NS-Justiz und Rechtsbeugung: die strafrechtliche Ahndung deutscher Justizverbrechen nach 1945 | Alexander Hoeppel                                                              | 2019 |
| 110  | Scheidung ohne Schuld? Genese und Auswirkungen der Eherechtsreform 1977 | Hrsg.: Martin Löhnig                                                           | 2019 |
| 111  | Erna Scheffler (1893–1983). Erste Richterin am Bundesverfassungsgericht und Wegbereiterin einer geschlechtergerechten Gesellschaft                                                                                               | Maike Hansen                                                                   | 2019 |
| 112  | Der Oberste Gerichtshof für die Britische Zone und die Aufarbeitung von NS-Unrecht. Unter besonderer Berücksichtigung der Bedeutung für die Fortentwicklung der Strafrechtsdogmatik                                              | Juliane Ohlenroth                                                              | 2020 |
| 113  | Will das Kind sein Wohl? Eine Untersuchung über Kindeswille und Kindeswohl im Sorge- und Umgangsrecht nach Scheidungen von 1946 bis 2016                                                                                         | Jan-Robert Schmidt                                                             | 2020 |
| 114  | Notverordnung und Decreto-Legge | Malte Johannes Becker                                                          | 2020 |
| 115  | Das "Homosexuellen-Urteil" des Bundesverfassungsgerichts | Nadine Drönner                                                                 | 2020 |
| 116  | Der apokryphe Nietzsche | Sophia Gluth                                                                   | 2021 |
| 117  | Das bewegliche System: zur Karriere einer juristischen Denkfigur | Susanne Karoline Paas                                                          | 2021 |
| 118  | Die neue Kölner Rechtswissenschaftliche Fakultät von 1919 bis 1950 | Hans-Jürgen Becker                                                             | 2021 |
| 119  | Ein anderes Gericht in Oberschlesien. Sondergericht Kattowitz 1939–1945 | Konrad Graczyk                                                                 | 2021 |
| 120  | Historische Entwicklungslinien des Wohnraummietrechts | Svend-Bjarne Beil                                                              | 2021 |
| 121  | Oberfinanzpräsident Rolf Grabower | Pauline Arndt                                                                  | 2023 |
| 122  | Der Deutsche Juristentag 1933. Die kumulative Selbstmobilisierung der juristischen Professionselite in der Formierungsphase des NS-Regimes                                                                                       | Silvan Schenkel                                                                | 2023 |
| 123  | Naturrecht bei der Ahndung von NS-Verbrechen | Hannah Toprak                                                                  | 2023 |
| 124  | Grundstücksveräußerungen von Juden im Nationalsozialismus | Philipp Morten Martin                                                          | 2024 |
| 125  | Die Berliner Kriminalpolizei in Republik und Nationalsozialismus | Nils Hauser                                                                    | 2024 |
| 126  | Eberhard Schmidt | Hrsg.: Arnd Koch, Carl-Friedrich Stuckenberg und Wolfgang Wohlers              | 2024 |
| 127  | Grundrechte als Produkt der Staatsrechtswissenschaft? | Alexander Jansen                                                               | 2024 |
| 128  | Die Abkehr von der vor-rechtsstaatlichen Vergangenheit der DDR | Katharina Leusch                                                               | 2024 |
| 129  | Publizistischer Landesverrat in der Weimarer Republik | Amelie Tscheu                                                                  | 2024 |